# Hermandad de Bendición y Esperanza
La Hermandad de penitencia Bendición y Esperanza es una corporación católica ubicada en la Parroquia de Jesús Obrero de Sevilla, en el barrio del Polígono Sur. Realiza una procesión anual en la tarde del Viernes de Dolores, formando parte de las Vísperas de la Semana Santa de Sevilla.

## Historia
Los inicios de la asociación tuvieron lugar en 1992. En 2006 obtuvieron el informe positivo del Consejo Pastoral, iniciando el trámite por parte de la Delegación Diocesana de Hermandades y Cofradías para obtener la consideración oficial de Agrupación Parroquial. El 21 de febrero de 2010 se bendijeron las imágenes de los titulares. En marzo de 2023 fueron aprobadas sus reglas como hermandad de penitencia.  El Viernes de Dolores de 2024 visitó por primera vez durante la procesión a la Parroquia de Santa Genoveva, en el cercano barrio del Tiro de Línea. El Viernes de Dolores de 2025 efectuó por primera vez estación de penitencia con el hábito nazareno, siendo acompañada por una representación de la hermandad de la Carretería.

## Jesús de la Bendición y Virgen de la Esperanza

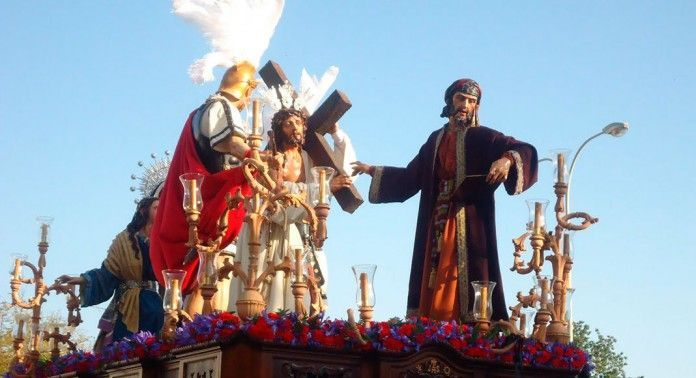
Misterio de Bendición y Esperanza.

La hermandad de penitencia cuenta con la imagen de Nuestro Padre Jesús de la Bendición en el Santo Encuentro, obra del escultor Juan Antonio Blanco Ramos, y con otra imagen de Santa María de la Esperanza en su Soledad, realizada por el mismo escultor.
Solamente cuentan con un paso, en el que se representa el encuentro de Señor en la calle de la amargura con su Madre. El conjunto se completa con las imágenes de María Magdalena, Juan Evangelista, 2 soldados romanos y un judío relator.
Es su procesión recorre el Polígono Sur, la barriada de Las Letanías y el Tiro de Línea.

## Acompañamiento Musical
Misterio: Agrupación Musical Santa María de la Esperanza (Polígono Sur-Sevilla)